# Relais de la flamme olympique 2024
Pour les articles homonymes, voir Relais de la flamme olympique.
Le relais de la flamme olympique 2024 est parti le 16 avril 2024 d'Olympie en Grèce et a pris fin 101 jours plus tard le 26 juillet 2024 à Paris en France à l'occasion de la cérémonie d'ouverture des Jeux olympiques d'été de 2024. Cette tradition du relais de la flamme olympique remonte aux Jeux olympiques d'été de 1936 à Berlin.

Phryge olympique portant la flamme

## Symboles
L'ensemble des éléments du relais de la flamme sont identiques entre la flamme olympique et la flamme paralympique.
Le 23 février 2023, le Comité d'organisation des Jeux olympiques et paralympiques d'été de 2024 a choisi Mathieu Lehanneur pour le design de la torche et de la vasque olympique.

### Torche

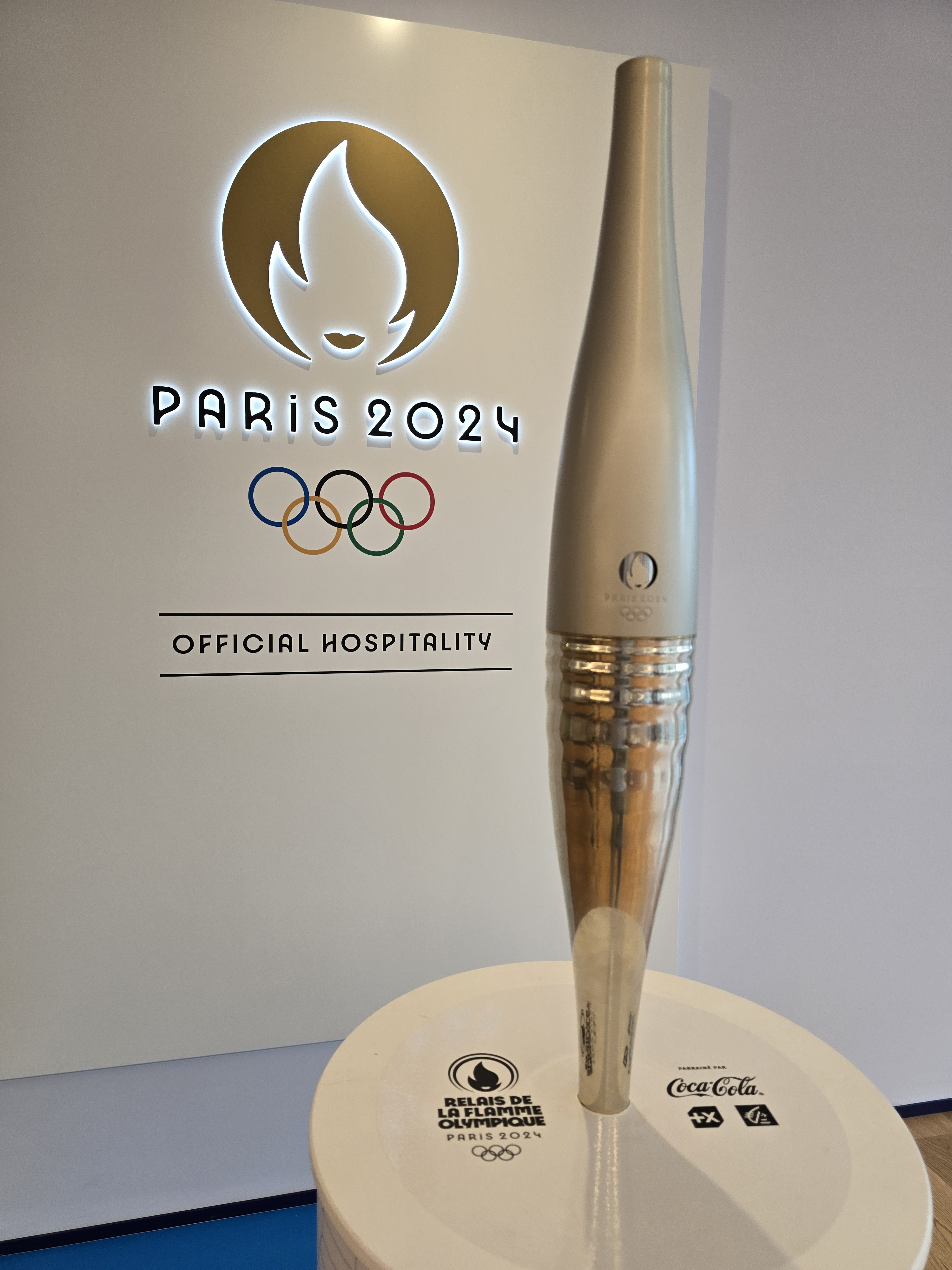
La torche des Jeux olympiques d'été de 2024 à l'hospitalité.

Le design de la torche, commune aux relais des flammes olympique et paralympique, est révélé le 25 juillet 2023.
La torche olympique est fabriquée en acier recyclé dans trois usines françaises d'ArcelorMittal : fabrication dans l'usine de Châteauneuf, dans la Loire, laminage dans celle de Florange, en Moselle, et découpage en feuilles dans l'usine de Woippy avant façonnage.
Le designer charentais Mathieu Lehanneur a imaginé des effets d'ondes et de vibrations sur la torche pour rappeler les vagues de l'eau, notamment de la Seine. Elle pèse 1,5 kg et mesure 70 cm de haut pour 3,5 cm de diamètre.
A rebours des éditions précédentes, le nombre de torches produites est divisé par cinq, soit un total de 2 000 exemplaires (1 500 pour les Jeux olympiques, 500 pour les Jeux paralympiques), « afin de réduire l'empreinte environnementale ».
La flamme est alimentée par une cartouche de biopropane, dont la durée de combustion est calculée pour être supérieure au temps de parcours prévu.

### Chaudron
Le chaudron olympique, fabriqué par ArcelorMittal et dessiné par Mathieu Lehanneur, a été révélé le 6 mai 2024. Il se présente sous la forme « d'un anneau en inox de 1,35 m de diamètre, surmontant un socle recouvert d'une plaque de forme hydroformée ondulée » et pèse 95 kg. Cet anneau, de couleur « or pâle assez doux [rappelant] celle de la flamme », est posé sur trois pieds où circule le gaz servant à l'allumage de la flamme ; des « centaines de micro-trous » permettent, au contact de la torche, l'allumage du chaudron.
Vingt chaudrons sont fabriqués pour les relais olympique et paralympique. Pour le relais de la flamme olympique, ils sont produits à huit exemplaires, selon Delphine Moulin, directrice des célébrations des Jeux olympiques.

### Vasque
La vasque olympique, allumée à l'issue du relais et de la cérémonie d'ouverture, est installée dans le jardin des Tuileries, sur le Grand Bassin rond du jardin des Tuileries. Un ballon harnaché au sol y a été installé quelques semaines avant la cérémonie d'ouverture.

La vasque olympique dans le jardin des Tuileries
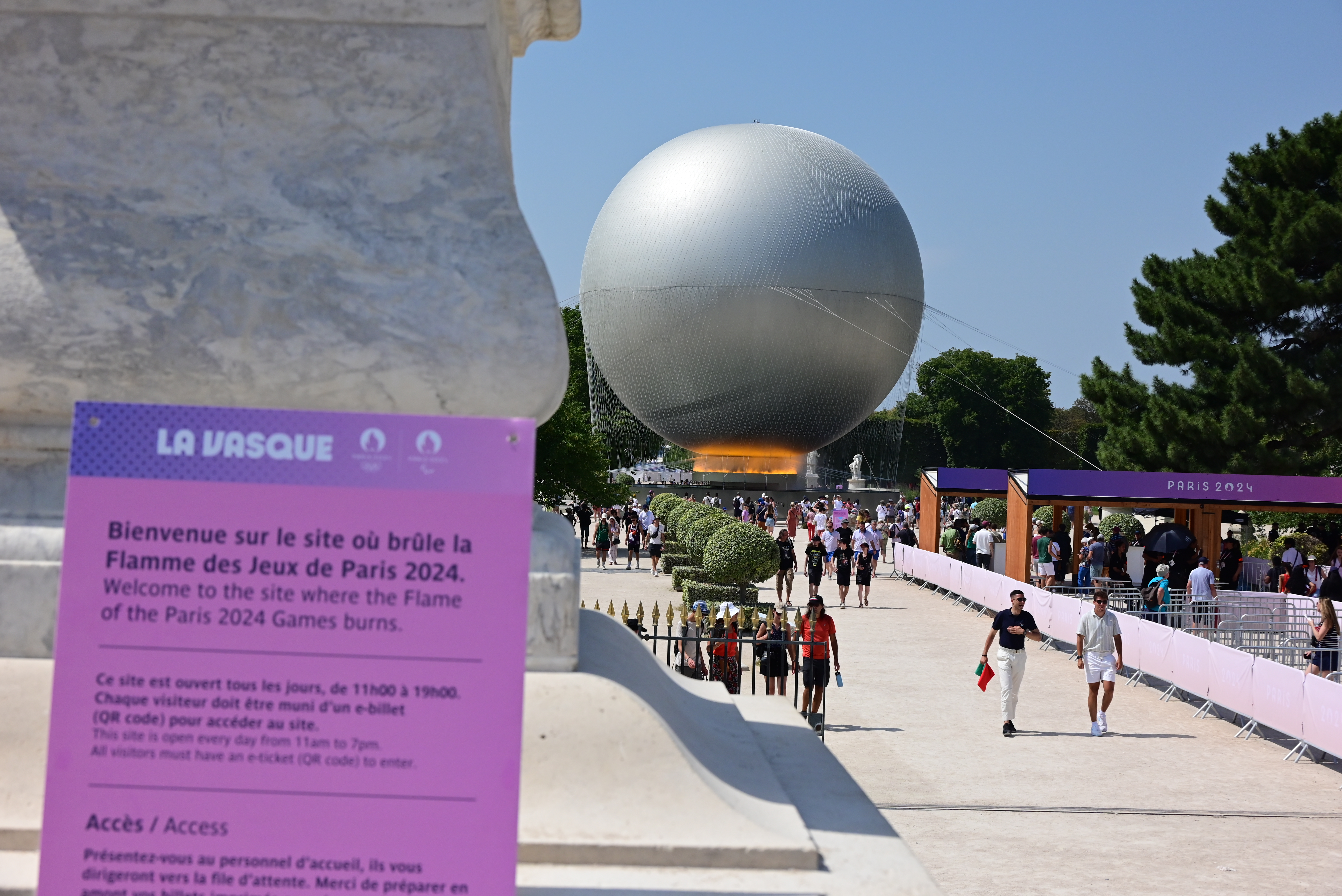
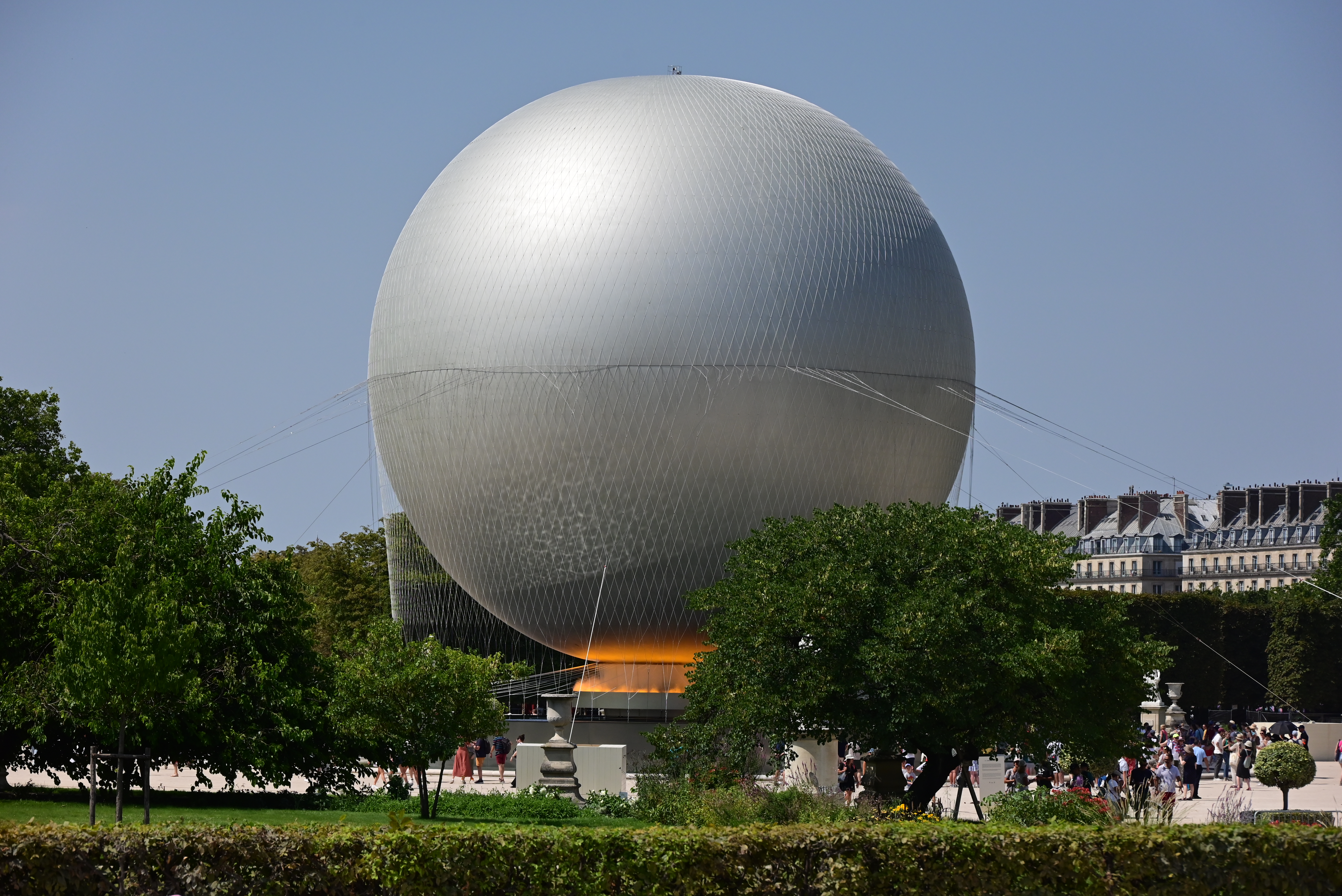
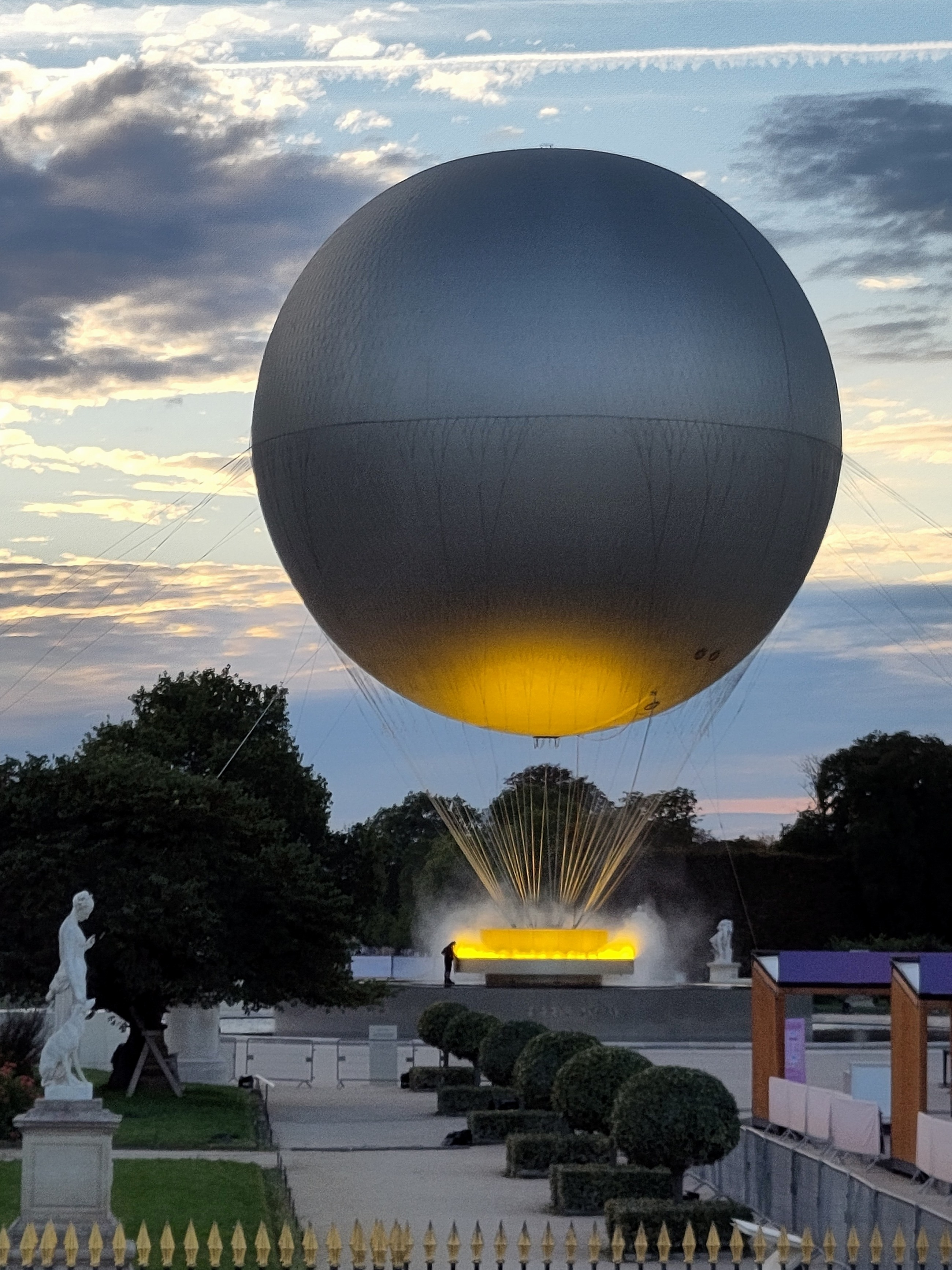
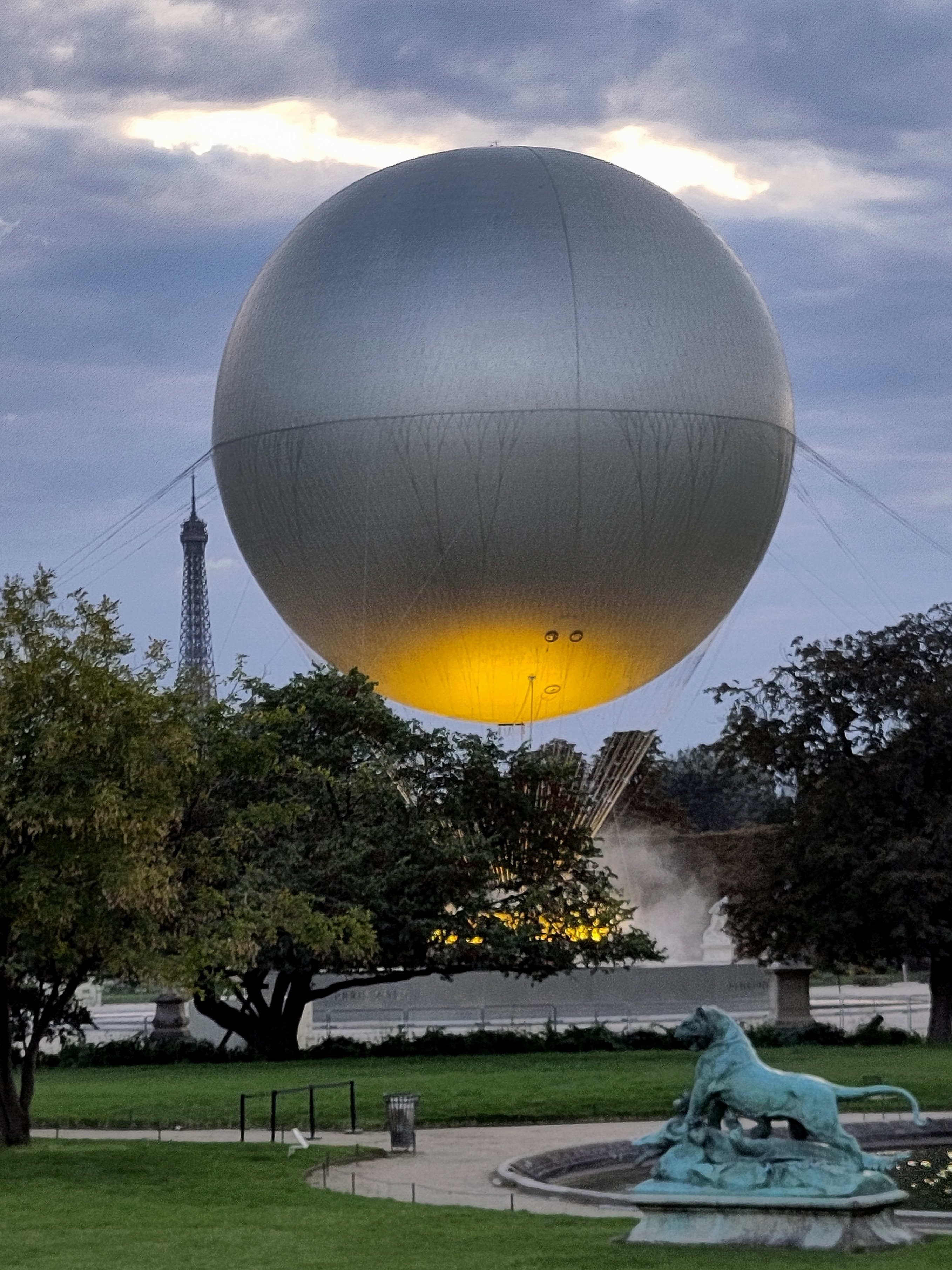

## Parcours de la flamme

### Établissement du parcours

#### Deux tiers des départements intéressés
Le 15 décembre 2021, le comité d'organisation des Jeux olympiques et paralympiques (COJOP) souhaitait que tous les départements de France, outre-mer inclus, voient passer la flamme olympique, avec un passage dans 700 villes dont 70 sont villes-étapes, en donnant la priorité aux territoires labellisés Terre de Jeux 2024. Le cahier des charges comprend une participation financière de chaque département « afin de participer à la réussite du relais », qui s'élève à 150 000 euros hors taxes (soit 180 000 euros TTC), partageable avec des acteurs publics ; ce montant comprend les frais de logistique, de sécurité, de signalisation et l'organisation d'animations.
Le relais de la flamme olympique est financé par le comité d'organisation et ses partenaires.
Dès le mois de février 2022, certains départements annoncent renoncer à accueillir la flamme olympique sur leur territoire, estimant le montant disproportionné par rapport aux budgets et non négociable, remettant en cause la pertinence de l'organisation d'un événement ne durant qu'une seule journée. Ce montant avait pourtant été « fixé en concertation avec les associations d'élus ». Selon un porte-parole de Paris 2024, « l'Association des départements de France a plaidé pour un système de forfait » et des négociations « auraient été difficiles ».
Ni l'Isère ni la Savoie (avec Grenoble et Albertville, villes hôtes respectives des JO d'hiver de 1968 et 1992), n'ont souhaité accueillir la flamme olympique, arguant l'accueil d'événements « moins chers » et « plus médiatisés » comme le Tour de France. D'autres départements, pourtant labellisés Terre de Jeux 2024, ont refusé l'accueil de la flamme comme la Corrèze.
Néanmoins, certaines collectivités ont accepté de débourser la somme demandée en lieu et place des départements qui ont refusé, telles que Millau, Sète et Montpellier (face aux refus des départements de l'Aveyron et de l'Hérault) ; La Baule (Loire-Atlantique) ; Châteaudun (Eure-et-Loir) ; et Bordeaux/Libourne/Saint-Émilion (Gironde).
Les critiques sont nombreuses, telles que le coût réel opaque qui s'élèverait à 450 000 €, selon le département de la Loire-Atlantique, ou les retombées financières pour les communes traversées.

#### Ville départ du relais
Le 3 février 2023, la ville d'arrivée de la flamme olympique sur le territoire français est dévoilée. Le COJOP a choisi Marseille, qui accueille notamment les compétitions de voile et des matchs de football, pour un événement qui se veut « spectaculaire, populaire et festif » selon son président, Tony Estanguet. La flamme arrive par le Vieux-Port à bord du Belem. Son accueil symbolise l'histoire de la ville et la légende de Gyptis et Protis, et représente un événement « incroyable et important » selon le maire, Benoît Payan, qui annonce la mobilisation « [des] quartiers, [de] la jeunesse [et des] associations sportives ».
Samia Ghali, adjointe au maire chargée des grands événements, avait fait la demande au COJOP en 2022 pour que Marseille accueille la flamme olympique dans le Vieux-Port.

### Départ d'Olympie
Le relais débute par Olympie, ville historique du début des Jeux. La flamme olympique est allumée le 16 avril 2024, exceptionnellement avec une flamme de réserve en raison des conditions météorologiques qui n'ont pas permis l'allumage par les rayons du Soleil. 600 relayeurs se passent la flamme au cours des onze jours et 5 000 km parcourus sur le territoire grec, à travers sept îles et dix sites archéologiques.
Le premier relayeur de la flamme est le rameur grec Stéfanos Doúskos, champion olympique de skiff à Tokyo en 2021 ; la première relayeuse française est la nageuse Laure Manaudou, championne olympique de natation à Athènes en 2004.
Le 26 avril 2024, la flamme parcourt ses derniers mètres en Grèce, emmenée par les relayeuses Gabriella Papadakis (championne olympique de danse sur glace aux JO d'hiver de Pékin en 2022) et Béatrice Hess (nageuse paralympique), accompagnées par Antigóni Drisbióti (spécialiste de la marche) et Ioannis Fountoulis (en) (médaillé d'argent en water-polo à Tokyo en 2021), ce dernier ayant allumé le chaudron marquant la fin du relais en Grèce. La flamme a ensuite été remise à Tony Estanguet, président du comité d'organisation des Jeux olympiques et paralympiques d'été de 2024, par Spyros Capralos (en), président du comité olympique hellénique.

### Relais maritime sur leBelem

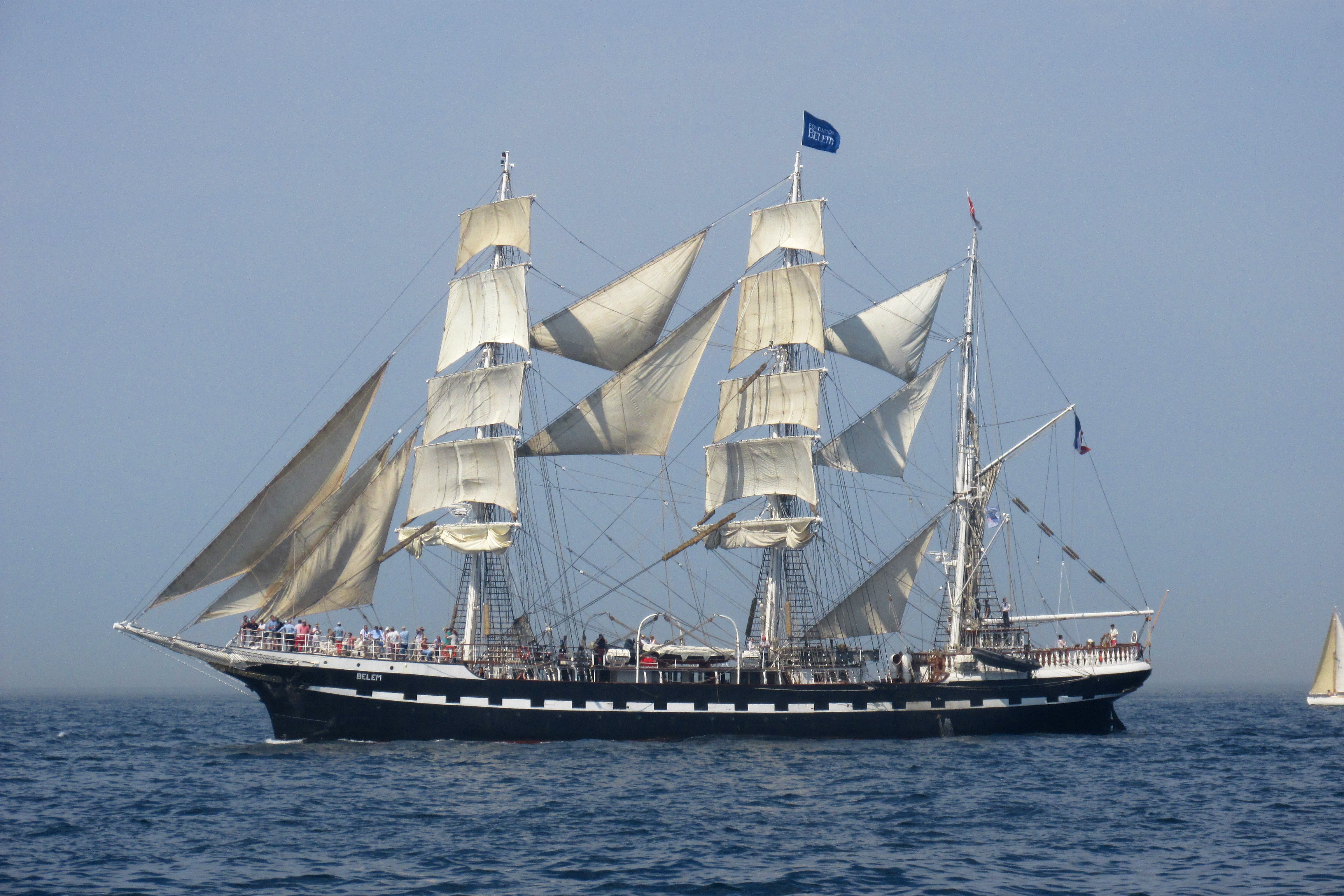
Le Belem fait la traversée entre Le Pirée et Marseille pour accompagner la flamme.

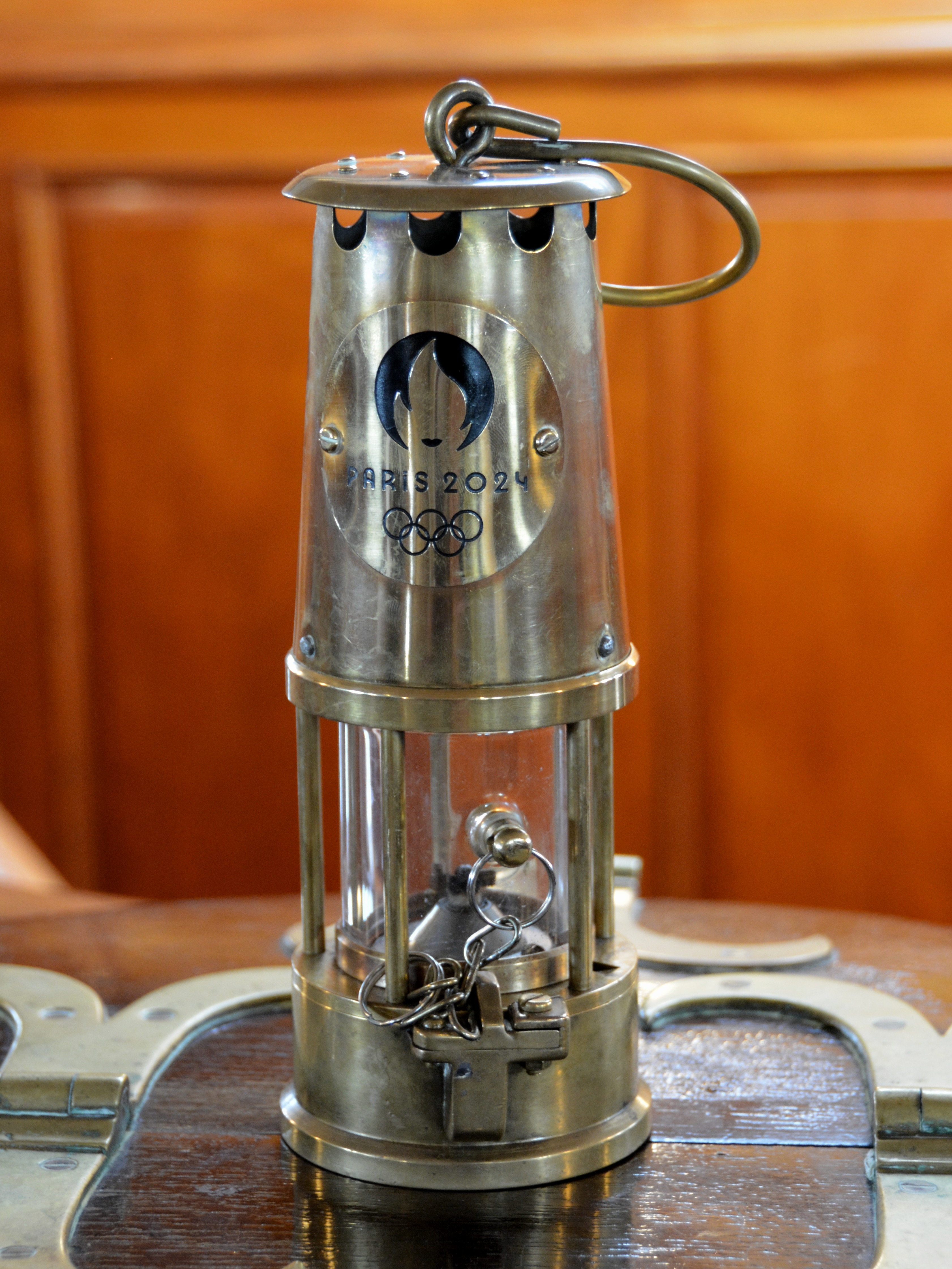
Lanterne de la flamme olympique Paris 2024 transportée par le Belem

Le parcours du Belem, dévoilé le 28 novembre 2023, comprend le transport de la flamme olympique d'Athènes à Marseille. Le prestigieux trois-mâts français part du port de Sète le 1er avril et arrive au port du Pirée, à Athènes, le 12 avril, en passant par les bouches de Bonifacio et la Sicile.
Le Belem est, depuis 1979, la propriété de la Caisse d'épargne qui a créé une fondation pour la restauration de ce navire. Il quitte le port du Pirée le 27 avril, accompagné de la trière Olympias (appartenant à la marine grecque) et de 25 voiliers. Le trois-mâts est escorté, sur tout son parcours (de 2 500 km), par un bâtiment de soutien et d'assistance métropolitain (BSAM) de la Marine nationale, dont sa mission première est l'assistance technique — le navire passant par le canal de Corinthe et le détroit de Messine — et médicale. Des effectifs des forces de l'ordre (police ou gendarmerie) sont aussi présents pour « garantir l'intégrité de la flamme » jour et nuit. Le navire entre dans les eaux territoriales françaises par la Corse.
À son arrivée à Marseille, le 8 mai 2024, le BSAM doit assurer la sécurité, où sont présents des milliers de plaisanciers et 1 024 embarcations, mais aussi la sûreté (en raison du risque terroriste).

### Parcours en France

Parcours de la flamme en France métropolitaine.

Annoncé fin avril 2023, le parcours de la flamme olympique est dévoilé le 23 juin 2023 dans le grand amphithéâtre de la Sorbonne, à Paris : elle parcourt, pendant 68 jours, les 64 territoires qui ont accepté de payer 180 000 € pour son passage.
La première étape parcourt certains quartiers de Marseille le 9 mai 2024 ; l'arrivée a eu lieu le 26 juillet 2024 à Paris pour la cérémonie d'ouverture.
Plusieurs flammes existent, mais le règlement du Comité international olympique demande de n'allumer qu'une unique torche à la fois.

#### Prologue à Marseille

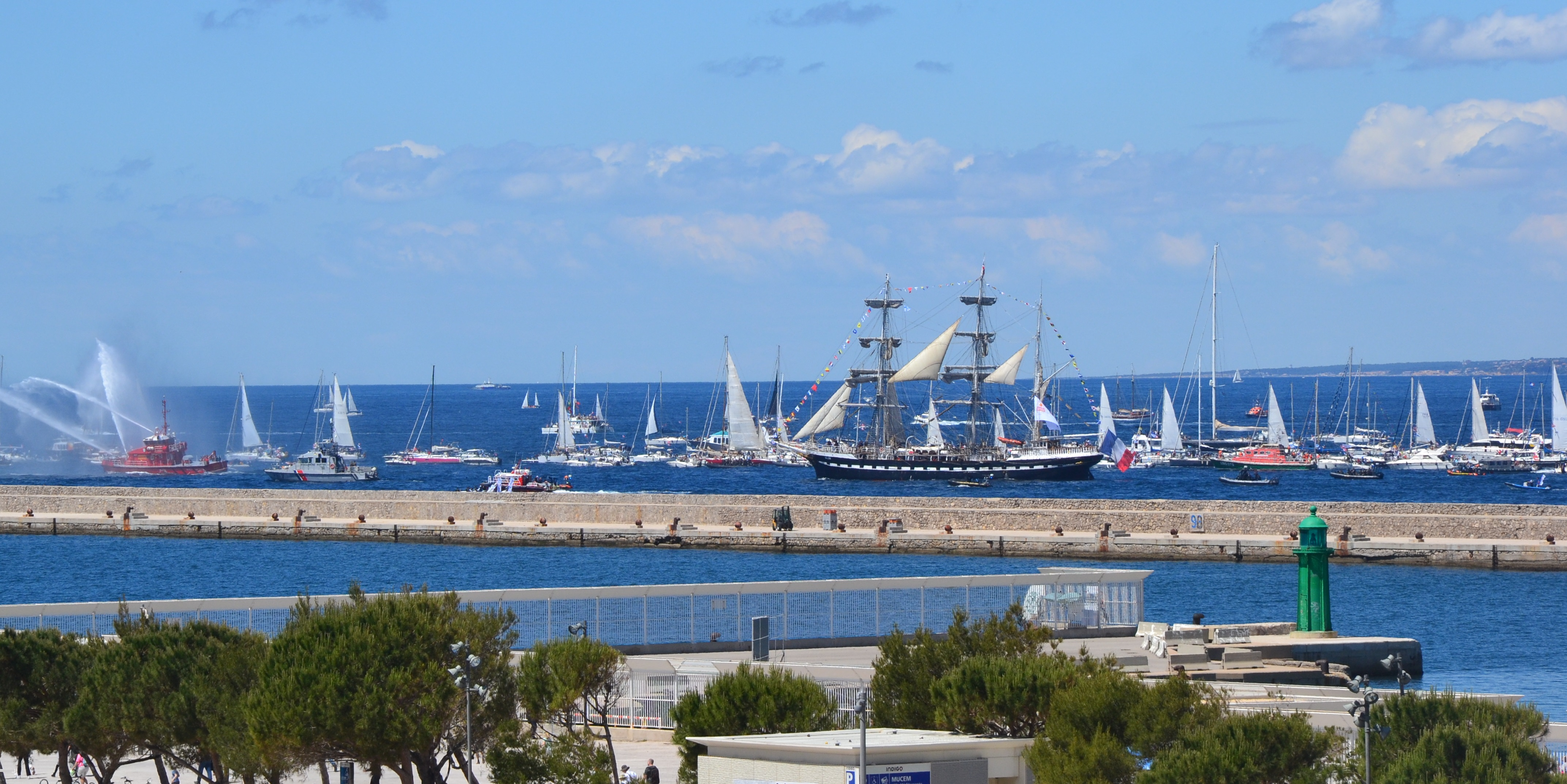
Arrivée du Belem accueilli par les marins-pompiers de Marseille.

Le Belem arrive au Vieux-Port de Marseille à 19 h. 150 000 spectateurs étaient attendus.
Florent Manaudou, champion olympique de natation à Londres, est le premier relayeur de la flamme olympique sur le sol français. Il la remet à la championne paralympique Nantenin Keïta. Le rappeur marseillais Jul a allumé le chaudron olympique,.
L'arrivée de la flamme est accompagnée d'un concert gratuit, parrainé par Coca-Cola, sur le Vieux-Port, avec les rappeurs Soprano et Alonzo.

#### Parcours de Marseille à Brest
| Date     | Ville-étape Villes ou sites traversés | Département ou territoire | Image |
| -------- | --- | ------------------------- | ----- |
| 8-9 mai  | Marseille Prologue du relais de la flamme Concert sponsorisé par Coca-Cola 9 mai: Basilique Notre-Dame-de-la-Garde, Parc Borély, Palais du Pharo, Lettres Marseille, Cité scolaire internationale Jacques Chirac, Parc de Font Obscure, Le Dôme, Palais Longchamp, Parc de la Moline, quartier Périer, Stade Vélodrome | Bouches-du-Rhône          |       |
| 10 mai   | Toulon Saint-Raphaël, Hyères, Brignoles, Flassans-sur-Issole, La Seyne-sur-Mer, Les Salles-sur-Verdon | Var                       |       |
| 11 mai   | Manosque Moustiers-Sainte-Marie, Sisteron, Digne-les-Bains, Colmars-les-Alpes, Forcalquier, Barcelonnette | Alpes-de-Haute-Provence   |       |
| 12 mai   | Arles Cassis, Miramas, Aix-en-Provence, Port-Saint-Louis-du-Rhône, Istres, Eygalières | Bouches-du-Rhône          |       |
| 13 mai   | Montpellier Viaduc de Millau, Millau, Mont Saint-Clair, Sète | Hérault                   |       |
| 14 mai   | Bastia Ajaccio, L'Île-Rousse, Aiguilles de Bavella, Zonza, Corte, Campana et Piedicroce (en vallée d'Orezza), Porto-Vecchio | Corse                     |       |
| 15 mai   | Perpignan Pic du Canigou, Prades, Font-Romeu, Céret, Villeneuve-de-la-Raho, Port-Vendres, Collioure | Pyrénées-Orientales       |       |
| 16 mai   | Carcassonne Château de Peyrepertuse, Narbonne, Lagrasse, Limoux, Castelnaudary, Gruissan | Aude                      |       |
| 17 mai   | Toulouse Revel, Villemur-sur-Tarn, Muret, Rieux-Volvestre, Colomiers, Bagnères-de-Luchon | Haute-Garonne             |       |
| 18 mai   | Auch L'Isle-Jourdain, Mirande, Fleurance, Marciac, Condom, Nogaro | Gers                      |       |
| 19 mai   | Tarbes Pic du Midi de Bigorre, Lourdes, lac de l'Arrêt-Darré, Bagnères-de-Bigorre, Lannemezan, Cirque de Gavarnie | Hautes-Pyrénées           |       |
| 20 mai   | Pau Biarritz/Anglet, Saint-Jean-de-Luz, Bayonne, Hasparren, Orthez, Arette | Pyrénées-Atlantiques      |       |
| 21 mai   | Cannes (Festival de Cannes) | Alpes-Maritimes           |       |
| 22 mai   | Périgueux Bergerac, Saint Aulaye-Puymangou, Sarlat-la-Canéda, Nontron, Montignac-Lascaux, Agonac | Dordogne                  |       |
| 23 mai   | Bordeaux Saint-Émilion, Hippodrome du Bouscat, Libourne, Cité du Vin, Lormont, Mérignac, Pessac, Lac des Dagueys | Gironde                   |       |
| 24 mai   | Angoulême Barbezieux-Saint-Hilaire, Chambon, Cognac, Saint-Cybardeaux, Confolens, Ruffec | Charente                  |       |
| 25 mai   | Grand Poitiers - Futuroscope Loudun, Neuville-de-Poitou, Châtellerault, Château-Larcher, Montmorillon, Charroux | Vienne                    |       |
| 27 mai   | Châteauroux Le Blanc, Cuzion, Baraize, La Châtre, Buzançais, Issoudun, Valençay, Déols | Indre                     |       |
| 28 mai   | Angers Baugé-en-Anjou, Montsoreau, Le Lion-d'Angers, Chaudefonds-sur-Layon, La Romagne, Saint-Florent-le-Vieil | Maine-et-Loire            |       |
| 29 mai   | Laval Château-Gontier-sur-Mayenne, Cossé-le-Vivien, Sainte-Suzanne-et-Chammes, Chailland, Mayenne, Mont des Avaloirs (Pré-en-Pail-Saint-Samson) | Mayenne                   |       |
| 30 mai   | Caen Omaha Beach, Lisieux, Cabourg/Dives-sur-Mer/Houlgate, Honfleur, Bayeux, Falaise | Calvados                  |       |
| 31 mai   | Mont Saint-Michel Cherbourg-en-Cotentin, Saint-Vaast-la-Hougue, Saint-Lô, Sainte-Mère-Église, Granville, Villedieu-les-Poêles-Rouffigny | Manche                    |       |
| 1er juin | Rennes Remparts de Saint-Malo, Étang du Boulet (Feins), Fougères, Paimpont (Brocéliande), Vitré, Mégalithes des Landes de Cojoux (Saint-Just), Cesson-Sévigné | Ille-et-Vilaine           |       |
| 2 juin   | Niort Thouars, Bressuire, Parthenay, Saint-Maixent-l'École, Celles-sur-Belle, Marais poitevin (Coulon) | Deux-Sèvres               |       |
| 4 juin   | Les Sables-d'Olonne Passage du Gois, Fontenay-le-Comte, Montaigu-Vendée, Puy du Fou, La Roche-sur-Yon, Pointe d'Arçay (L'Aiguillon-la-Presqu'île) | Vendée                    |       |
| 5 juin   | La Baule-Escoublac Saint-Sébastien-sur-Loire, Ingrandes-le-Fresne-sur-Loire, Vertou, Vallons-de-l'Erdre, Basse-Goulaine, Ligné | Loire-Atlantique          |       |
| 6 juin   | Vannes Lorient, Sainte-Anne-d'Auray, Pontivy, Rochefort-en-Terre, Josselin, Île-aux-Moines | Morbihan                  |       |
| 7 juin   | Brest Port-la-Forêt, Quimper, Pointe de la Torche, Plougastel-Daoulas, Pointe du Raz, Mont Saint-Michel de Brasparts | Finistère                 |       |

#### Relais des océans
Pour le relais des océans, la flamme olympique se rend dans cinq territoires d'outre-mer avec le trimaran Banque populaire XI, emmené par Armel Le Cléac'h et Sébastien Josse, avec Marie-José Pérec, Marine Lorphelin, Alexis Michalik et Hugo Roellinger. En parallèle de son transit par bateau, d'autres flammes sont acheminées par avion, notamment vers la Guyane et la Réunion.
| Date             | Ville-étape Villes ou sites traversés | Département ou territoire | Image |
| ---------------- | --- | ------------------------- | ----- |
| 9 juin           | Cayenne Camopi, Saint-Laurent-du-Maroni, Centre spatial guyanais (Kourou), Saint-Georges, Macouria, Matoury | Guyane                    |       |
| 11 juin (annulé) | Nouméa Baie de Kanuméra (Île des Pins), Domaine de Deva (Bourail), Plage de l'Anse Vata | Nouvelle-Calédonie        |       |
| 12 juin          | Saint-Denis Saint-Paul, Pointe de Langevin, Saint-Pierre, Plaine des Sables (Le Tampon), Saint-Benoît, Sainte-Suzanne | La Réunion                |       |
| 13 juin          | Papeete Teahupo'o (Taiarapu To'o'ā O Te Rā), Teva I Uta et Papara (Te Pou o Teva), Taiarapu Hiti'a O Te Rā, Paea et Punaauia (Nā Mano e Piti), Papenoo (Hitia'a 'O Te Rā), Māhina et Arue ('Ura Nui i te Ra 'i Ātea), Pirae | Polynésie française       |       |
| 15 juin          | Baie-Mahault Pointe-à-Pitre, Le Gosier, Pointe des Châteaux (Saint-François), Saint-Claude, Basse-Terre, Le Moule, Petit-Bourg, Terre-de-Haut (Îles des Saintes)                                                            | Guadeloupe                |       |
| 17 juin          | Fort-de-France Le Lamentin, Le Robert, Passe de l'Écurie, Sainte-Marie, Saint-Esprit, Saint-Pierre, Montagne Pelée, Le Diamant, Schœlcher                                                                                   | Martinique                |       |

#### Retour en métropole
| Date          | Ville-étape Villes ou sites traversés | Département ou territoire        | Image |
| ------------- | --- | -------------------------------- | ----- |
| 18 juin       | Nice Monaco, Villefranche-sur-Mer, Grasse, Cannes, Valberg, Antibes/Juan-les-Pins, Valdeblore/La Colmiane | Alpes-Maritimes, Monaco          |       |
| 19 juin       | Avignon Rustrel, Apt, L'Isle-sur-la-Sorgue, Mont Ventoux, Orange, Sorgues | Vaucluse                         |       |
| 20 juin       | Valence Grignan, Pierrelatte, Saint-Maurice, Montélimar, Bourg-de-Péage, Hauterives | Drôme                            |       |
| 21 juin       | Vichy Le Mayet-de-Montagne, Saint-Yorre, Saint-Germain-des-Fossés, Cusset, Bellerive-sur-Allier | Allier                           |       |
| 22 juin       | Saint-Étienne Roanne, Charlieu, Montbrison, Feurs, Saint-Chamond, Firminy | Loire                            |       |
| 23 juin       | Chamonix-Mont-Blanc Journée olympique centenaire des Jeux Olympiques d'hiver de Chamonix Évian-les-Bains, Héry-sur-Alby, Annemasse, Plateau des Glières, Cluses, Excenevex | Haute-Savoie                     |       |
| 25 juin       | Besançon Pontarlier, Chaux-Neuve, Maîche, Étalans/Gouffre de Poudrey, Montbéliard, Baume-les-Dames | Doubs                            |       |
| 26 juin       | Strasbourg Mulhouse, Huningue, Colmar, Marckolsheim, Saverne, Lembach | Collectivité européenne d'Alsace |       |
| 27 juin       | Metz Meisenthal, Sarreguemines, Forbach, Apach, Yutz/Thionville, Scy-Chazelles | Moselle                          |       |
| 28 juin       | Saint-Dizier Langres, Bourbonne-les-Bains, Nogent, Colombey les Deux Églises, Chaumont, Froncles | Haute-Marne                      |       |
| 29 juin       | Verdun Gondrecourt-le-Château, Commercy, Lac de Madine, Bar-le-Duc, Champ de bataille de Verdun, Montmédy | Meuse                            |       |
| 30 juin       | Reims Vitry-le-François, Lac du Der (Giffaumont-Champaubert), Châlons-en-Champagne, Sainte-Menehould, Épernay, Sézanne | Marne                            |       |
| 2 juillet     | Lille Avesnes-sur-Helpe, Dunkerque, Wallers-Arenberg, Cambrai, Tourcoing-Roubaix, Douai | Nord                             |       |
| 3 juillet     | Lens Calais, Saint-Omer, Boulogne-sur-Mer, Berck-sur-Mer, Arras, Parc d'Ohlain (Maisnil-lès-Ruitz) | Pas-de-Calais                    |       |
| 4 juillet     | Amiens Abbeville, Mémorial national australien de Villers-Bretonneux, Doullens, Parc de Samara (La Chaussée-Tirancourt), Albert, Saint-Valery-sur-Somme | Somme                            |       |
| 5 juillet     | Le Havre Rouen, Jumièges, Dieppe, Château de Mirville, Yvetot, Étretat | Seine-Maritime                   |       |
| 6 juillet     | Vernon Pont-Audemer, Gisors, Val-de-Reuil, Bernay, Évreux, Verneuil d'Avre et d'Iton | Eure                             |       |
| 7 juillet     | Chartres Dreux, Châteaudun, Bonneval | Eure-et-Loir                     |       |
| 9 juillet     | Blois Fréteval, Vendôme, Chaumont-sur-Loire, Thésée, Romorantin-Lanthenay, Château de Chambord | Loir-et-Cher                     |       |
| 10 juillet    | Orléans Le Malesherbois, Sully-sur-Loire, Montargis, Neuville-aux-Bois, Gien, Meung-sur-Loire | Loiret                           |       |
| 11 juillet    | Auxerre Avallon, Vézelay, Sens, Saint-Fargeau, Migennes, Chablis | Yonne                            |       |
| 12 juillet    | Dijon Semur-en-Auxois, Saulieu, Beaune, MuséoParc d'Alise-Sainte-Reine, Saint-Jean-de-Losne, Château du Clos-de-vougeot | Côte-d'Or                        |       |
| 13 juillet    | Troyes Ervy-le-Châtel, Nogent-sur-Seine, Ville-sous-la-Ferté, Romilly-sur-Seine, Dolancourt, Mesnil-Saint-Père | Aube                             |       |
| 14-15 juillet | Paris 14 juillet: Grand et Petit Palais, Jardin du Luxembourg, Olympia, Place Vendôme, Le Louvre, Centre Pompidou, Place de l'Hôtel-de-Ville 15 juillet: INSEP, Sacré-Cœur, Arc de Triomphe, Place du Trocadéro, Place Denfert-Rochereau, Buttes-Chaumont, Place de la République | Paris                            |       |
| 17 juillet    | Saint-Quentin Château-Thierry, Villers-Cotterêts, Axo'plage (Soissons et Monampteuil), Laon, Guise | Aisne                            |       |
| 18 juillet    | Beauvais Compiègne, Abbaye Notre-Dame d'Ourscamp (Chiry-Ourscamp), Chantilly, Breteuil, Creil, Gerberoy | Oise                             |       |
| 19 juillet    | Soisy-sous-Montmorency Théméricourt, Pontoise, Cergy, Cormeilles-en-Parisis, Argenteuil, Méry-sur-Oise, Auvers-sur-Oise, Sarcelles, Garges-lès-Gonesse, Saint-Prix, Deuil-la-Barre | Val-d'Oise                       |       |
| 20 juillet    | Meaux Fontainebleau, Pontault-Combault, Lagny-sur-Marne, Torcy, Melun, Vaires-sur-Marne, Chelles, Provins | Seine-et-Marne                   |       |
| 21 juillet    | Créteil Orly, Ormesson-sur-Marne, Champigny-sur-Marne, Rungis, Vincennes, Maisons-Alfort, Boissy-Saint-Léger, Villejuif, Vitry-sur-Seine | Val-de-Marne                     |       |
| 22 juillet    | Évry-Courcouronnes Étampes, Chamarande, Palaiseau, Massy, Centre national du rugby (Marcoussis), Draveil, Montgeron, Dourdan | Essonne                          |       |
| 23 juillet    | Versailles Centre national du football (Rambouillet), Les Mureaux, Mantes-la-Ville, Golf national (Saint-Quentin-en-Yvelines), Poissy, Saint-Germain-en-Laye, Saint-Rémy-lès-Chevreuse | Yvelines                         |       |
| 24 juillet    | La Défense Sceaux, Clamart, Marnes-la-Coquette, Vaucresson - Haras de Jardy, Sèvres, Issy-les-Moulineaux, Rueil-Malmaison, Gennevilliers, Colombes, Suresnes, Mont Valérien, Nanterre, Arche de la Défense | Hauts-de-Seine                   |       |
| 25 juillet    | Parc Georges-Valbon Noisy-le-Grand, Neuilly-sur-Marne, Tremblay-en-France, Montreuil, Bagnolet, Canal de l'Ourcq (Aulnay-sous-Bois), Romainville, La Courneuve, Drancy, Pierrefitte-sur-Seine | Seine-Saint-Denis                |       |
| 26 juillet    | Paris Cérémonie d'ouverture des Jeux olympiques Pré-cérémonie : Village olympique de Saint-Denis, Canal Saint-Denis, Piscine olympique de Saint-Denis, Club France Cérémonie : Stade de France, station Nation, Catacombes de Paris, Égouts de Paris, Pont d'Austerlitz, Pont Saint-Louis, Cathédrale Notre-Dame de Paris, Siège social Louis Vuitton Malletier, Pont Neuf, Monnaie de Paris, Théâtre du Châtelet, Pont des Arts, Musée d'Orsay, Station spatiale internationale, Passerelle Debilly, Jardins du Trocadéro, Palais du Louvre, Jardin des Tuileries | Paris                            |       |

## Porteurs de la flamme

### Sélection des porteurs
Le 30 mai 2023, le COJOP annonce que 11 000 relayeurs vont porter la flamme, dont 10 000 pour la flamme olympique (et les mille autres pour la flamme paralympique). Laure Manaudou et Florent Manaudou, champions olympiques de natation, ainsi que le para-athlète Dimitri Pavadé et la paratriathlète Mona Francis, ont été désignés « capitaines ».
Ce relais, paritaire (égalité femmes/hommes), relais compte 7 000 relayeurs individuels et 3 000 relayeurs collectifs. Les relais collectifs, inédits dans l'histoire des Jeux, sont des groupes de 24 personnes pouvant représenter une fédération sportive. Au nombre de 69, ceux-ci sont organisés par 34 fédérations sportives (qui ont deux relais), plus un relais de la fédération tahitienne de surf.
Les premiers porteurs de la flamme olympique sont dévoilés début janvier 2024. Ceux-ci porteront la flamme pendant quatre minutes, sur une distance de 200 mètres.
Les relayeurs sont principalement issus du monde sportif ; ni les personnalités « élues en exercice » ou issues du monde religieux ne peuvent porter la flamme. Le plus jeune porteur était âgé de dix ans et a porté la flamme olympique dans l'Oise ; le relais compte également quelques centenaires.
Ces porteurs de la flamme sont sélectionnés :
- pour 30 % par le comité d'organisation des Jeux olympiques et paralympiques d'été de 2024 ;
- pour 30 % par les sponsors de la flamme (Coca-Cola, la Banque populaire et la Caisse d'épargne) ;
- pour 30 % par les autres partenaires des Jeux ;
- pour 10 % par les territoires accueillant le relais.

### Liste de porteurs de la flamme
Parmi les porteurs notables de la flamme, on peut citer :
- Stéfanos Doúskos, Laure Manaudou, Margarítis Schinás, Antigoni Drisbioti, Nikos Aliagas, Gabriella Papadakis et Ioannis Fountoulis pour le relais en Grèce ;
- Florent Manaudou, Nantenin Keïta et Jul pour le premier relais (prologue) à Marseille le 8 mai 2024 ;
- Basile Boli, Tony Parker, Gaëtan Müller, Nando de Colo, Denis Gargaud Chanut, Frédérick Bousquet, Fabien Gilot, Cyprien Sarrazin, Vincent Matheron, Jean-Baptiste Bernaz, Lauriane Nolot, Redouane Bougheraba, Camille Combal, Nicole Ferroni, Alexandre Mazzia, Alonzo, Éric Di Meco, Valentin Rongier, Louisa Necib, Jean-Pierre Papin, Soprano et Didier Drogba pour le relais à Marseille le 9 mai 2024[44] ;
- Jean Galfione, Ireen Wüst, Anita Włodarczyk, Fermín Cacho, Kim Gevaert, Zsolt Gyulay, Finn Sonnekalb, Liu Jia, Emona Ivanova, Karolína Pelendrítou, Danira Bilić, Sébastian Terteryan, Ksenija Balta, Amanda Kotaja, Theodóra Gkountoúra, Eve McMahon, Davide Tizzano, Saulius Ritter, Gunta Baško-Melnbārde, Raphaël Stacchiotti, Nathan Farrugia, Diana Duarte Gomes Pedras, Lenka Henebergová, Ana Maria, Florentina Brânză, Loriána Popovičová, Domen Makuc, Hanna Koba et Maria Vysochanska pour le relais collectif de 28 athlètes européens le 9 mai 2024 à Marseille ;
- Carine Galli, Marielle Goitschel, Bernard Lemaître, Richard Virenque et Charles Berling dans le Var ;
- Alain Boghossian et Miss Martini dans les Alpes-de-Haute-Provence[45] ;
- Domingo dans la Provence-Alpes-Côte d'Azur[46];
- Laurent Tillie, Nicky Doll, Virginie Dedieu et Victoria Ravva dans les Bouches-du-Rhône,[47];
- Taïg Khris, Ycare, Hervé Mathoux, Jessica Rose Harrison, Benjamin Toniutti, Artus et Kevin Mayer le 13 mai 2024 à Millau et dans l'Hérault;
- Pascal Olmeta, Patrick Fiori, Priscilla Gneto, Mathieu Lehanneur, designer de la torche et des chaudrons du relais de la flamme olympique de Paris 2024 et Yannick Cahuzac en Corse ;
- Perrine Laffont, Major Mouvement, Fanny Horta et Nawal Meniker dans les Pyrénées-Orientales ;
- Olivia Ruiz et Gérard Bertrand dans l'Aude ;
- Bigflo et Oli, David Berty, Vincent Clerc, Antoine Dupont, Coralie Gonzalez, Jonathan Hivernat, Tibo InShape, Maxime Médard, Nodjialem Myaro, Émile Ntamack, Romain Ntamack, Guillaume Restes, Alexia Richard, Isabelle Strunc, Assia Touati et Brianna Vidé pour le relais en Haute-Garonne[48],[49] ;
- Anthony Jelonch, Paulin Riva, Valérie Gauvin, Loetitia Moussard-Loubens, Joël Bouzou et Christophe Kempé dans le Gers[49] ;
- Bernard Hinault, Étienne Thobois, Florent Dasque, Céline Dumerc, Isabelle Yacoubou, Valérie Nicolas, Frank Adisson, Sandra Forgues, Solène Jambaqué, Nicolas Lopez, Guilhem Garrigues et Irénée Menjou dans les Hautes-Pyrénées[50] ;
- Bixente Lizarazu, Juan Arbelaez, Jérôme Fernandez, Guy Forget, Émilie Andéol et Jérémy Chardy dans les Pyrénées-Atlantiques ;
- Arnaud Assoumani, sur les marches du Palais des festivals et des congrès de Cannes[34] ;
- Laurent Jalabert, Brice Guyart, Manon Hostens et Yoann Kowal en Dordogne ;
- Justine Dupont, Jean-Luc Darfeuille, Vincent Milou, Michel Andrieux, Pierre Durand, Véronique Girardet, Thierry Dusautoir et Thierry Marx en Gironde[51] ;
- Dominique Auprêtre, Bernadette Constantin, Martin Thomas en Charente le 24 mai ;
- Nicolas Touzaint, Patrick Chila, Anne Boileau, Marie-Amélie Le Fur et Nathalie Even-Lancien dans le Maine-et-Loire ;
- Thomas Pesquet, Guillaume Martin, Éric Levallois, Félicia Ballanger, Roger Lebranchu, Claudia Tagbo et Daniel Mangeas dans la Manche ;
- Fabrice Payen, Servane Escoffier, Hugo Roellinger, Thu Kamkasomphou, Jenia Grebennikov, Romain Danzé, Robert Poirier, Lénaïg Corson, Perle Bouge en Ille-et-Vilaine[52],[53] ;
- Myriam Baverel et Renaud Capuçon dans les Deux-Sèvres[54] ;
- Antoine Albeau, Ciryl Gane, Charline Picon, Isabelle Autissier, Tom Kristensen Jean-René Bernaudeau, Clément Lanoue et Armel Le Cléac'h en Vendée le 4 juin[55] ;
- Christian Karembeu, Cléopâtre Darleux, Fabien Lévêque, Virginie Ledoyen, Édouard Roger-Vasselin et Jo-Wilfried Tsonga en Loire-Atlantique le 5 juin ;
- Laury Thilleman dans le Finistère ;
- Marie-José Perec, Marine Lorphelin, Alexis Michalik et Hugo Roellinger à bord du maxi-trimaran Banque populaire XI, skippé par Armel Le Cléac'h et Sébastien Josse lors du relais des Océans entre Brest et Pointe-à-Pitre[56] ;
- Christine Arron[57], Laura Flessel[42], Mickaël Gelabale[57], Malia Metella[58] et Marie-José Pérec[57] en Guadeloupe ;
- Vaimalama Chaves en Polynésie française ;
- Anne-Sophie Pic dans la Drôme ;
- Michou dans la Somme [59] ;
- Marine Lorphelin et Denis Brogniart en Côte-d'Or ;
- Thierry Henry, Romane Dicko[60], Minima Gesté, Charlotte Gainsbourg, Julian Bugier, Ludovic Franceschet, Nina Métayer, Jean Jouzel, Lassana Bathily, Jin du groupe de k-pop BTS et Matthieu Lartot à Paris ;
- Ophélie Meunier dans l'Essonne ;
- Didier Deschamps dans les Yvelines ;
- Renaud Lavillenie et Alice Diop en Seine-Saint-Denis ;
- Jamel Debbouze[42] ;
- Sarah Ourahmoune, championne de boxe[42] ;
- Fauve Hautot ;
- Thierry Adam ;
- Raphaël Varane ;
- Dany Boon ;
- Éric Monnin, ambassadeur de Paris 2024 et porteur de la flamme le 17 avril à Nauplie (Grèce) et le 25 juin à Besançon[61] ;
- Ève Gilles, Miss France 2024 ;
- Jean-Pascal Zadi ;
- Renaud Capuçon[62] ;
- Patrick Bruel ;
- Arthur Dénouveaux[63] à Paris, le 14 juillet ;
- Simon Cohen à Provins en Seine-et-Marne [64] ;
- Guy Drut, Just Riadh à Meaux en Seine-et-Marne[65] ;
- Christelle Olivié (Directrice Générale d'Axon' Cable), Elsa Millart, Yohann Diniz, Tony Yoka, Endy Miyem, Ismaël Taggae, Lucas Créange à Reims dans la Marne[66]
- Snoop Dogg ;
- Lakshmi Mittal et Aditya Mittal ;
- Juliette Sergent, Louis Ben Ali Ballester et Noah N'Dir ;
- Simon Nogueira
- Lilou Ruel

### Derniers relayeurs de la flamme
Le dernier relayeur de la flamme n'est révélé qu'au dernier moment. À quelques jours de la cérémonie d'ouverture, plusieurs hypothèses ont été proposées telles que Kylian Mbappé, Zinédine Zidane, Martin Fourcade ou Renaud Lavillenie, ou une personnalité non liée au monde sportif, telle que Thomas Pesquet ou Omar Sy.
Le 26 juillet 2024, jour de la cérémonie d'ouverture, Marie-José Pérec et Teddy Riner sont les deux derniers relayeurs de la flamme olympique, qui ont allumé la vasque.

## Logistique

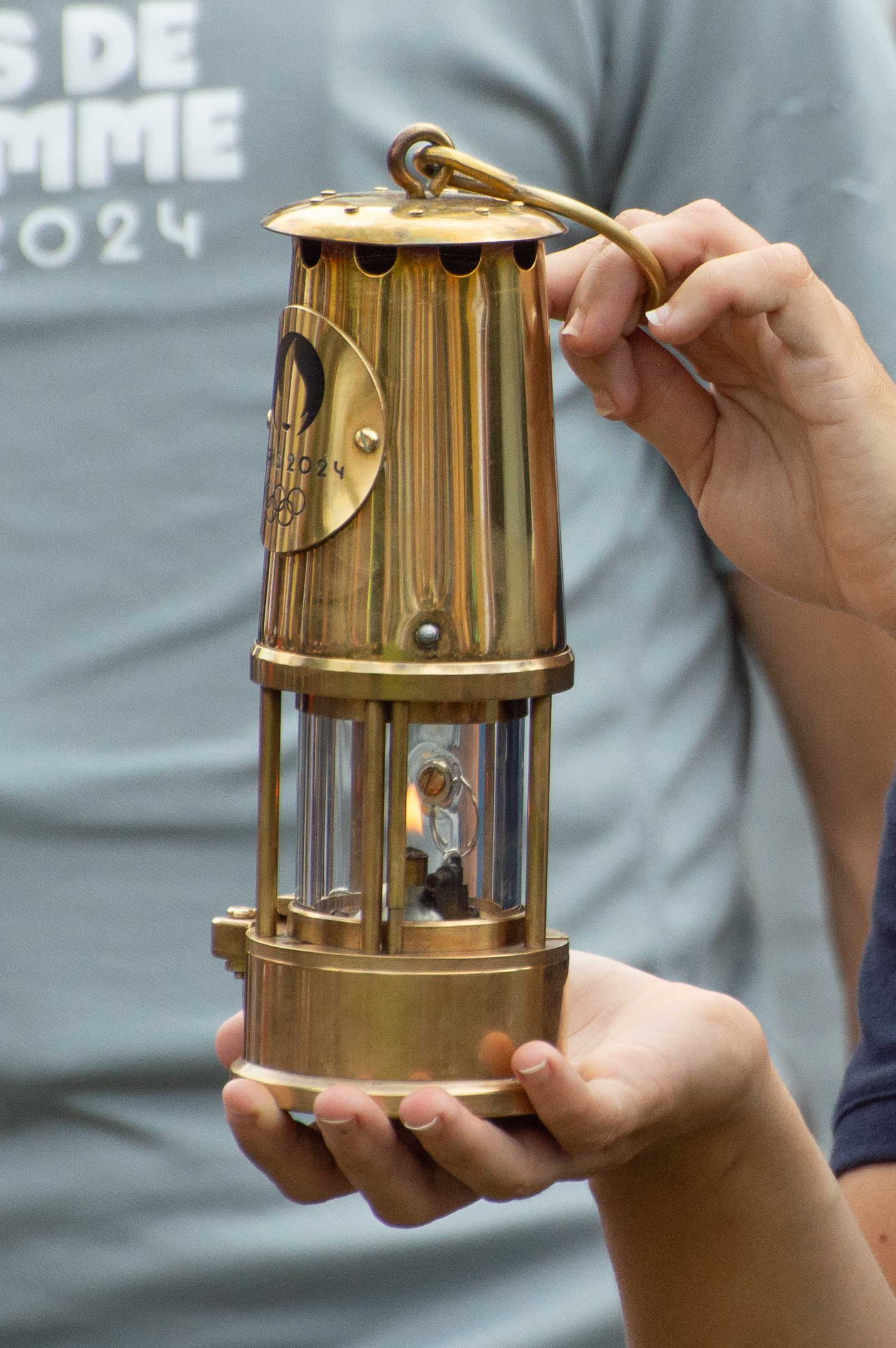
Une des lanternes conservant la flamme.

Le règlement du Comité international olympique demande de n'allumer qu'une unique torche à la fois, cependant plusieurs flammes sont allumées en permanence. Celles-ci sont gardées dans des lanternes hermétiques alimentée à la paraffine, ou, le soir, dans une vasque spéciale.
Onze personnes, issues des forces de l'ordre ou de la sécurité civile, veillent sur la flamme en permanence et dorment avec. Lors du relais, elles suivent la personne qui porte la torche, gardant la flamme allumée dans une lanterne. Ces lanternes sont conservées à proximité de la flamme pour permettre de la rallumer en cas d'incident.
Dans le cas d'un transport en avion, comme cela a été le cas pour les relais en Guyane ou à la Réunion, la flamme voyage dans une lanterne adaptée.

## Sécurité

### Dispositif de sécurité
Le 22 janvier 2024, Gérald Darmanin, ministre de l'Intérieur et des outre-mer, a présenté le dispositif d'accueil et de sécurité du relais des flammes olympique et paralympique. Les relais des flammes sont sujettes à manifestations, mais aussi au risque terroriste (conflit au Proche-Orient). Ce dispositif coûte un million d'euros.
Pour l'arrivée de la flamme olympique à Marseille, 5 000 policiers, gendarmes, effectifs du GIGN, du RAID, des équipes de déminage, ainsi que des dispositifs aériens tels que les forces aériennes de la gendarmerie nationale, sont mobilisés. Pour l'étape des 14 et 15 juillet à Paris, 18 000 effectifs sont réquisitionnés. Pour chaque étape, environ 200 effectifs sont déployés : le relais est encadré par deux demi-unités de force mobile, et est suivi par douze motocyclistes de la gendarmerie nationale et de dix-huit policiers et gendarmes en civil ; le dispositif de sécurité est complété par les effectifs départementaux et municipaux.

### Actions de contestation et perturbations
Le 14 mai 2024, soit six jours après l'arrivée de la flamme sur le sol français, le ministre de l'Intérieur Gérald Darmanin annonce que 32 actions de contestation du relais de la flamme ont été déjouées et deux tentatives d'entrées au contact empêchées. Par ailleurs, 31 relayeurs ont été écartés à la suite d'antécédents judiciaires.
Le 23 mai, un individu de 26 ans a été interpellé et placé en garde à vue alors qu'il « planifiait une action violente lors du passage du relais de la flamme olympique à Bordeaux » en envisageant « un passage à l'acte, suite à une agression subie » sans évoquer une référence à la flamme olympique. Selon la procureure de la République de Bordeaux, il n'avait pas d'antécédent judiciaire et était « très fragile psychologiquement ». Son arrestation fait suite à un signalement faisant référence à la tuerie d'Isla Vista en 2014.
Le 8 juillet, une personne est interpellée pour avoir jeté une canette remplie de clous sur des motards composant l'escorte de la flamme.

### Annulation de l'étape de la Nouvelle-Calédonie
Alors que la Nouvelle-Calédonie est en proie à des tensions politiques locales depuis le 13 mai, Gabriel Attal, Premier ministre, annonce le 17 mai l'annulation de l'étape 29 qui devait se tenir dans l'archipel le 11 juin,. Amélie Oudéa-Castéra, ministre des Sports et des Jeux olympiques et paralympiques, s'explique par une priorité à la sécurité de la population, « au retour au calme et à l'amélioration politique » d'une situation « loin d'être à l'apaisement » selon la maire de Nouméa.

## Intérêt du public
Le ministère de l'Intérieur publie un premier bilan le 28 mai après dix-huit étapes : 610 000 spectateurs ont assisté au relais de la flamme.
Le 4 juin, quelques jours avant le relais des océans, le ministère chiffre à 1,2 million les spectateurs ayant assisté au parcours. L'engouement de la population à cet événement montre, selon le sociologue Patrick Mignon, la « capacité d'accueillir […] l'organisation d'un événement local », pour la France « éloignée de la métropole parisienne ». Il existe une forme d'adhésion « à la mise en scène construite autour des porteurs de la flamme », selon Cécile Collinet, professeure en sociologie du sport à l'université Gustave-Eiffel, ceux-ci étant issus non seulement du monde sportif mais aussi « scientifique, artistique ou médiatique ».

## Médias

### Couverture médiatique de l'arrivée de la flamme à Marseille
Pour couvrir l'arrivée de la flamme olympique à Marseille, le 8 mai 2024, les principales chaînes de télévision ont déployé un dispositif spécifique, notamment en délocalisant les journaux, tels que France 2 (13 heures, 20 heures et Télématin), France 3 (Tout le sport et Aux Jeux, citoyens !) et Franceinfo qui co-diffuse l'édition spéciale avec France 2. France 3 Provence-Alpes-Côte d'Azur consacre les 8 et 9 mai à l'arrivée de la flamme à Marseille.
TF1, LCI et BFM TV diffusent aussi des éditions spéciales.
Ces éditions ont réuni 5,9 millions de téléspectateurs (3,34 millions pour France 2, diffuseur officiel des Jeux, et 2,59 millions pour TF1 qui a aussi diffusé l'événement).

### Chaîne éphémère de France Télévisions
Le groupe France Télévisions a lancé, le 8 mai 2024, jour de l'arrivée de la flamme à Marseille, la chaîne éphémère france.tv Paris 2024.
Entre le 8 et le 19 mai, 1,2 million de spectateurs ont regardé au moins dix secondes de contenu sur cette chaîne spécialisée dans la retransmission des sports urbains pendant les épreuves, et 17,9 millions de vidéos ont été vues sur le site france.tv et les réseaux sociaux, selon Laurent-Éric Le Lay, directeur des sports de France Télévisions.